# Фактор застенчивых тори
Фактор застенчивых тори (англ. Shy Tory Factor) — феномен, часто наблюдаемый в политической жизни Великобритании в период всеобщих выборов. Название было дано в начале 1990-х годов британскими исследовательскими компаниями, занимающимися социологическими опросами. Они обнаружили, что доля голосов избирателей, полученная Консервативной партией (известной также как «тори»), значительно выше, чем по результатам опросов общественного мнения накануне выборов. В результате социологи пришли к выводу, что так называемые «застенчивые тори» голосовали за консерваторов, тогда как во время опросов утверждали, что этого делать не будут. К этому явлению также относят неожиданный успех Республиканской партии на президентских выборах США в 2004 и 2016 годах.

## Происхождение термина
Неясно, когда впервые возник фактор «застенчивых тори». Предположительно после 1950-х годов в Великобритании резко снизился престиж партии и голосовать за нее стало считаться несерьезным и постыдным. Считается, что термин стал широко употребляться в СМИ после всеобщих выборов 1992 года в Великобритании, когда все результаты опросов указывали на безоговорочную победу Нила Киннока (представителя Лейбористской партии), однако «застенчивые тори» в итоге отдали большинство голосов консерваторам.

## Проявления в политике

### Великобритания, 1992
На всеобщих выборах в Великобритании в 1992 году итоговые опросы общественного мнения показывали, что Консервативная партия (тори) набрала примерно 38% голосов, уступая 1% партии лейбористов. Это должно было означать победу Лейбористской партии и завершение тринадцатилетнего правления тори. Однако по окончательным результатам выборов консерваторы получили почти 42% голосов (обогнав лейбористов на 7,6%) и выиграли четвертые подряд выборы.
После этого социологами были проведены множество исследований, направленных на выяснения причин неудавшегося прогнозирования итогов выборов. В результате многие исследовательские организации изменили методы проведения опросов. Некоторые из них, включая YouGov и ICM Research, приняли тактику, согласно которой они спрашивали своих интервьюируемых, за кого те голосовали на предыдущих выборах, чтобы попытаться спрогнозировать поведение электората на ближайших выборах. За время проведения исследований также было обнаружено, что телефонные и личные интервью заставят респондентов солгать с большей вероятностью, нежели в случае анонимных интернет-опросов.

### США, 2004
На президентских выборах 2004 в США по результатам опросов было ясно, что представитель Демократической партии Джон Керри является безоговорочным лидером, а шансы Джорджа Буша (представителя Республиканской партии соответственно) на выигрыш практически равны нулю. Американские социологи уже объявляли о победе Керри и небывало низком проценте голосов, отданных за Республиканскую партию.
Исход выборов оказался неожиданным для всех: несмотря на то, что опросы ABC tracking указывали на победу Джона Керри во всех штатах, кроме одного, выяснилось, что на самом деле большинство штатов голосовали за Джорджа Буша. В результате Республиканская партия одержала победу на выборах.

### Великобритания, 2015
Опросы общественного мнения накануне всеобщих выборов в Великобритании 2015 показывали, что несмотря на то, что у консерваторов много сторонников, это не обеспечивает им большинство голосов. Однако результаты выборов показали, что партия тори вновь одерживает победу с отрывом голосов в 7%, несмотря на то, что 92 опроса общественного мнения предсказывали лидирующие позиции Лейбористской партии (с отрывом от 1 до 4%), а 17 прогнозировали ничью. В итоге большинство получила партия консерваторов, с долей голосов избирателей 37,1%, тогда как на долю Лейбористской партии пришлось 30,4%. Позднее в средствах массовой информации результаты этих выборов стали сравнивать с результатами выборов в 1992 году, утверждая, что эффект «застенчивых тори» вновь проявился и здесь.

### США, 2016
Итоги президентских выборов США 2016 года также отличились неожиданным результатом. В октябре 2016 года накануне выборов практически все опросы общественного мнения указывали на безоговорочную победу Хиллари Клинтон (представителя Демократической партии США) над Дональдом Трампом (Республиканская партия). 20% респондентов не поддержали ни того, ни другого. Опрос, проведенный Gfk, показал, что Клинтон имеет 42% голосов, а Трамп — 34%. То есть, представительница Демократической партии лидировала на 8% голосов. Однако по итогам выборов победу одержал Дональд Трамп, набрав 306 голосов выборщиков, против 232 голосовавших за Хиллари Клинтон. Социологи вновь заговорили об эффекте «застенчивых тори», объясняя этим победу Дональда Трампа и сравнивая выборы в США 2016 года со всеобщими выборами в Великобритании 2015.года
Эксперты считают, что общественное мнение слишком сильно давит на избирателей, что мешает им высказывать свои честные намерения относительного кандидата, за которого они действительно будут голосовать. Проведенные в США социологические исследования после президентских выборов выяснили, что значительное число избирателей в опросах склонно говорить, что не определились или поддерживают наиболее социально приемлемого кандидата. Тогда как на самом деле планируют голосовать за более спорного кандидата, которому отдают свои личные предпочтения.

## Критика
Многие эксперты считают, что влияние эффекта «застенчивых тори» на результаты выборов слишком переоценено. Они утверждают, что на непредсказуемость результатов выборов может влиять еще и множество других факторов.

Обозреватель BBC Дэвид Коулинг считает, что на исход выборов 2015 в Великобритании повлияли множество других факторов. Например, респонденты могли поменять свое мнение после опроса, выборка результатов опроса не была достаточно точной.
«…Я не хочу вовсе не принимать во внимание фактор «застенчивых тори», но считаю его гораздо менее значимым сейчас, в 2015 году, чем на выборах в 1992 и на некоторых последующих выборах тоже…»
Профессор кафедры политической социологии Оксфордского университета Стефан Фишер высказывается по этому поводу так:
«Это могли быть «застенчивые тори», это могла быть резкая смена предпочтений прямо перед выборами или огромное количество людей, которые еще не знают, будут ли они голосовать за тори. Однако все это кажется странным. Например, YouGov утверждают, что их опрос был анонимным, поэтому там не должно было быть никакой «застенчивости»…»

## См.также
- Эффект Брэдли